# Эрве, Эдмон
Эдмо́н Эрве́ (фр. Edmond Hervé; род. 3 декабря 1942, Ла-Буйи) — французский политик, мэр Ренна (1977—2008).

## Биография
В 1966 году вступил во Французскую секцию Рабочего интернационала, в 1973 году избран депутатом генерального совета департамента Иль и Вилен, но проиграл с результатом 42,72 % выборы в Национальное собрание от первого округа департамента Иль и Вилен. После победы левой коалиции на муниципальных выборах в 1977 году избран мэром Ренна.
В 1981 году, а также в 1986—1993 и в 1997—2002 годах — депутат Национального собрания Франции.
С 22 мая по 22 июня 1981 года являлся министром здравоохранения в недолговечном первом правительстве Пьера Моруа.
С 23 июня 1981 по 22 марта 1983 года состоял министром-делегатом энергетики во втором кабинете Моруа.
С 24 марта 1983 по 20 марта 1986 года — государственный секретарь здравоохранения в третьем правительстве Моруа и в правительстве Фабиуса.
В 1999 году вместе с Лораном Фабиусом и Жоржиной Дюфуа предстал перед Судом Республики по так называемому «делу о заражённой крови» (международный европейский скандал в 1980-х — 1990-х годах в связи с фактами переливания пациентам негодной крови) и единственным из троих был признан виновным в отсутствии надлежащего контроля за безопасностью медицинских процедур в период нахождения в должности государственного секретаря Министерства здравоохранения.
В 2000 году после очередного переизбрания на должность мэра Ренна также возглавил Сообщество агломерации Ренна, включающее 37 населённых пунктов (в 2015 году оно получило статус метрополии Ренна).
16 марта 2008 года во втором туре очередных муниципальных выборов в Ренне левая коалиция уже без участия Эдмона Эрве победила с результатом 60,4 %, и 22 марта новым мэром Ренна избран социалист Даниэль Делаво.
С 1 октября 2008 по 30 сентября 2014 года — сенатор Франции от департамента Иль и Вилен.